# Gibson Bay (Antarktika)
Die Gibson Bay (in Chile Bahía Oliver) ist eine kleine Bucht unmittelbar westlich des Mount Alexander an der Südküste der westantarktischen Joinville-Insel, wo der Active-Sund und der Firth of Tay aufeinandertreffen.
Die Bucht wurde am 8. Januar 1893 von Kapitän Thomas Robertson (1854–1918), Schiffsführer des Walfängers Active bei der Dundee Whaling Expedition (1892–1893), gesichtet und grob kartiert. Der Namensgeber ist unbekannt. Namensgeber der chilenischen Benennung ist der chilenische Geologe Carlos Oliver Schneider (1899–1949).